# Bala perdida
A expressão bala perdida faz referência a uma ocorrência típica das grandes cidades na qual uma pessoa ou animal é atingido por um disparo acidental ou negligente de arma de fogo durante fogo cruzado ou tiroteio. É referenciada ainda como causa mortis, sendo que dados apontam que em janeiro de 2007, o estado brasileiro do Rio de Janeiro teve em média um caso por dia. Na América Latina, um relatório da ONU encontrou 741 casos entre 2014 e 2015, sendo que os três principais países foram o Brasil (197 casos), o México (116 casos) e a Colômbia (101 casos).